# جو بيرنت
جو بيرنت (بالإنجليزية: Joe Burnett)‏ هو لاعب كرة قدم أمريكية أمريكي، ولد في 28 نوفمبر 1986 في يوستيس في الولايات المتحدة.